# Pożar w hotelu Polen w Amsterdamie
Pożar w hotelu Polen w Amsterdamie – pożar budynku do którego doszło w dniu 9 maja 1977 roku w Amsterdamie, w Holandii. Pożar zniszczył pięciokondygnacyjny Hotel Polen (Hotel Polska), położony w centrum miasta, który został zbudowany w 1891 roku, a także sklep meblowy na parterze i księgarnię po sąsiedzku. Wielu turystów, którzy przebywali w hotelu (z których większość stanowili Szwedzi) zginęło, skacząc z okien, próbując uciec przed płomieniami. Straż pożarna po przybyciu używała sieci ratowniczej w celu ratowania ludzi, ale nie każdemu można było pomóc. W wypadku zginęły 33 osoby, a 21 odniosło ciężkie obrażenia. Przyczyna pożaru nie jest znana.
Hotel znajdował się pomiędzy ulicami Kalverstraat (nr 15-17) a Rokin (nr 14), w pobliżu dzisiejszego Muzeum Madame Tussaud. W jego miejscu znajduje się obecnie Rokin Plaza, która pierwotnie była biurowcem, zaś dziś mieszczą się w niej liczne sklepy z odzieżą. Urodzona w Polsce artystka Ania Bien stworzyła w 1986 roku instalację fotograficzną inspirowaną pożarem, w której porównała to zdarzenie do Holokaustu.

## Tło historyczne
Na początku XVI wieku w miejscu, gdzie później został umieszczony Hotel Polen, stał zajazd. Pod koniec XVIII wieku powstała tam „Poolsche Koffiehuis” (Polska Kawiarnia), która w 1857 roku poszerzyła swoją ofertę o zakwaterowanie. Hotel Polska został założony w 1891 roku przez „Maatschappij tot Exploitatie van het Poolsche Koffiehuis” (Towarzystwo Polskiego Domu Kawy). Wcześniej został kupiony sąsiedni plac na Rokin i wzniesiono  na nim budynek, prawdopodobnie zaprojektowany przez architekta Pierre Cuypersa (inne źródło wymienia jako architekta Eduarda Cuypersa), który również stworzył projekt amsterdamskiego dworca centralnego oraz Rijksmuseum. Hotel miał pięć kondygnacji, a na parterze została otwarta kawiarnia-restauracja.
Hotel Polen był kiedyś znany jako modne miejsce pobytu. Kawiarnia-restauracja została zamknięta pod koniec 1974 roku, po czym jej miejsce zajął sklep meblowy Inden. Sam hotel nadal działał jako część koncernu Krasnapolsky.
Budynek, w tym jego elementy nośne, został wzniesiony z drewna. W hotelu było 10 gaśnic i 11 węży przeciwpożarowych. Tylko kilka dróg ewakuacyjnych miało odpowiednie awaryjne oświetlenie oraz wskazówki do wyjść ewakuacyjnych, a sam hotel nie był podłączony do linii alarmowej centrum ratunkowego straży pożarnej. Budynek został sprawdzony przez straż pożarną najpierw w lutym 1976 roku, a później na początku 1977 roku, po czym zarząd hotelu został poinformowany na piśmie, iż istnieją poważne zaniedbania w bezpieczeństwie przeciwpożarowym. Straż pożarna wysłała listę proponowanych ulepszeń do wprowadzenia przez hotel, takich jak dostosowanie budynku do przepisów budowlanych i przepisów dotyczących obiektów mieszkalnych.

## Pożar
W nocy z niedzieli 8 maja na poniedziałek 9 maja 1977 roku w Hotelu Polen przebywało około 100 osób, w tym duża grupa szwedzkich turystów. Około 6:20 personel hotelu przygotowywał się do podania śniadania, gdy jeden z pracowników zauważył dym, który, jak się wydawało, dochodził z windy towarowej. Winda ta nie była używana od czasu zamknięcia kawiarni-restauracji na parterze (czyli od końca 1974 roku). Powiadomiono nocnego portiera. Wbrew instrukcjom nie wezwał natychmiast straży pożarnej, zamiast tego wlał do szybu kilka wiader wody, próbując stłumić ogień. Do czasu, gdy zdecydował się wezwać straż pożarną, hotel już wypełnił się dymem. Nocny portier nie był w stanie użyć telefonu w recepcji, bo ogień już tam dotarł. Potem portier wybiegł na zewnątrz, gdzie zatrzymał kierowcę ciężarówki, należącej do pralni, obsługującej hotel i kazał mu jechać do Hotelu Krasnapolsky, żeby tam wszcząć alarm i wezwać straż pożarną.
Około 6:30 ogień bardzo szybko się rozprzestrzeniał po całym budynku, chociaż z zewnątrz nic nie było widać. Z powodu drewnianej konstrukcji budynek wkrótce stanął w płomieniach. Goście na najwyższym piętrze nie mogli uciec i stali spanikowani w oknach. Gdy ogień dotarł do pokojów niektórych gości, ci wyskakiwali z okien, aby przed nim uciec. O 6:42 przybył pierwszy duży wóz strażacki. Na ulicy leżało kilka martwych i rannych osób, które wyskoczyły z okien. Sklep meblarski na parterze także płonął. Strażacy próbowali rozciągnąć siatkę ratowniczą na Papenbroekssteeg (ulica ta leży pomiędzy Rokin i Kalverstraat), ale uliczka była zbyt wąska.
Od frontu, na Rokin, działania ratownicze straży pożarnej również były utrudnione. Było tam tak wielu stojących na parapetach i krzyczących ludzi, że strażacy nie wiedzieli, kogo ratować w pierwszej kolejności. Tracono czas, ponieważ niektórzy ludzie rzucali swój bagaż na sieć ratowniczą, a potem sami skakali do niej, odnosząc obrażenia. Niektórzy ludzie spadali na brzeg sieci i odnosili poważne obrażenia. Tuż przed 7:00 część hotelu, która wychodziła na Kalverstraat, zawaliła się. Płonące szczątki spadły na wóz strażacki stojący na Kalverstraat, a strażacy ledwo uciekli w bezpieczne miejsce. Pobliska księgarnia też spłonęła, a kolejne pożary wybuchły w kilku budynkach po drugiej stronie Kalverstraat, jednak szybko zostały opanowane.
Około 8:30 drewniana konstrukcja głównej części budynku również przepaliła się i zawaliła. Pomimo tego, że w budynku wciąż znajdowali się ludzie, a inni, poważnie ranni, leżeli wokół, strażacy zdecydowali się wycofać. Straż pożarna przystąpiła do gaszenia palących się gruzów i o 9:30 poinformowano, że ogień został opanowany. Zawalony budynek pozostawił ziejącą dziurę w zwartej zabudowie; z hotelu, sklepu meblowego i księgarni prawie nic nie zostało.
Katastrofa spowodowała śmierć 33 osób: 32 turystów (17 z nich było Szwedami) i lokatora mieszkania nad księgarnią. Osiemnaście zwęglonych ciał odnaleziono wśród gruzów. Trzynaście osób, które wyskoczyły z okien, zmarły lub zostały poważnie ranne. Wśród ofiar był niemiecki muzyk i kompozytor Walter Kraft, wieloletni organista w kościele Mariackim w Lubece. Spośród 57 rannych osób 21 doznało poważnych obrażeń. Dwoje gości ze Stanów Zjednoczonych nie ucierpiało.

## Możliwa przyczyna
Przyczyny pożaru nie udało się ustalić z całą pewnością. Jedna z możliwości jest taka, że ogień tlił się w sklepie meblowym Inden pod hotelem, a otwarcie rano szybu windy spowodowało dopływ tlenu, doprowadzając do rozprzestrzeniania się ognia. Istnieje również hipoteza, iż ogień został podłożony przez włamywaczy, którzy starali się zatrzeć ślady przestępstwa, jednakże nie stwierdzono dowodów włamania.
Duża liczba ofiar była spowodowana drewnianą konstrukcją budynku, słabo oznaczonymi drogami ewakuacyjnymi oraz brakiem sprzętu przeciwpożarowego.

## Oddziaływanie kulturowe
Urodzona w Polsce artystka Ania Bien w 1986 roku przygotowała artystyczną instalację fotograficzną pod nazwą „Hotel Polen”. Wykonała 18 kopii hotelowego menu i użyła ich, aby pokazać zdjęcia nawiązujące do Holokaustu. David Levi-Strauss napisał, że praca Bien to „wieloznaczne dzieło o nieobecności, w którym najważniejszym jest to, co się dzieje między obrazami”. Wystawa odbyła się w Muzeum Sztuki Nowoczesnej w San Francisco w 1987 roku oraz w Amsterdamskim Muzeum Historycznym w 1988 roku.